# Anathesis
Anathesis is een geslacht van kevers uit de familie  
kniptorren (Elateridae).
Het geslacht is voor het eerst wetenschappelijk beschreven in 1865 door Candèze.

## Soorten
Het geslacht omvat de volgende soort:
- Anathesis laconoides Candèze, 1865